# Aiguille du Midi
L'Aiguille du Midi (3.842 metres) és un cim del Massís del Mont Blanc, als Alps francesos. És una destinació turística popular i s'hi pot accedir directament en telefèric des de Chamonix, apropant els visitants al Mont Blanc.

## El cim
Al cim de l' Aiguille hi ha una plataforma de visualització panoràmica, una cafeteria i una botiga de regals. Fins i tot a l'estiu, les temperatures a les zones obertes poden arribar a -10 °C, i els visitants necessiten roba d'abrigar i protecció contra la llum del sol.
 A causa del perill, els turistes no tenen permès deixar les instal·lacions del visitant a la cimera del Midi. No obstant això, els muntanyencs i els esquiadors poden travessar un túnel per arribar a la cresta estreta i molt exposada que condueix a la glacera de més avall.
Durant els mesos d'estiu, el telefèric de Vallée Blanche fa el trajecte des de l'Aiguille du Midi a Pointe Helbronner (3.462 metres) al costat italià del massís del Mont Blanc. Pointe Helbronner és servida per un altre telefèric, Skyway Monte Bianco, a Entrèves, a prop de la ciutat italiana de Courmayeur a la Vall d'Aosta. Això fa possible viatjar "per aire" de Chamonix (França) a Courmayeur (Itàlia); una ruta que normalment es fa per la carretera que travessa el túnel del Mont Blanc.

## El telefèric
La idea d'un telefèric fins al cim, el "Téléphérique de l'Aiguille du Midi", va ser proposada originalment al voltant de 1909, però no va entrar en funcionament fins al 1955, quan va passar a ser el telefèric més alt del món durant prop de dues dècades. Encara manté el rècord com el telefèric amb un ascens vertical més pronunciat del món, des de 1.035 a 3.842 metres. Hi ha dues seccions: de Chamonix a Plan de l'Aiguille a 2.317 metres i des d'aquí directament, sense cap pilar de suport, a l'estació superior a 3.777 metres (l'edifici conté un ascensor fins al cim). El tram de la segona secció és de 2.867 metres, tot i que fa només 2.500 metres mesurat en línia recta. El telefèric fa el trajecte des de Chamonix fins a la part superior de l'Aiguille du Midi en 20 minuts, amb un guany d'altura de més de 2.800 metres.

## Galeria

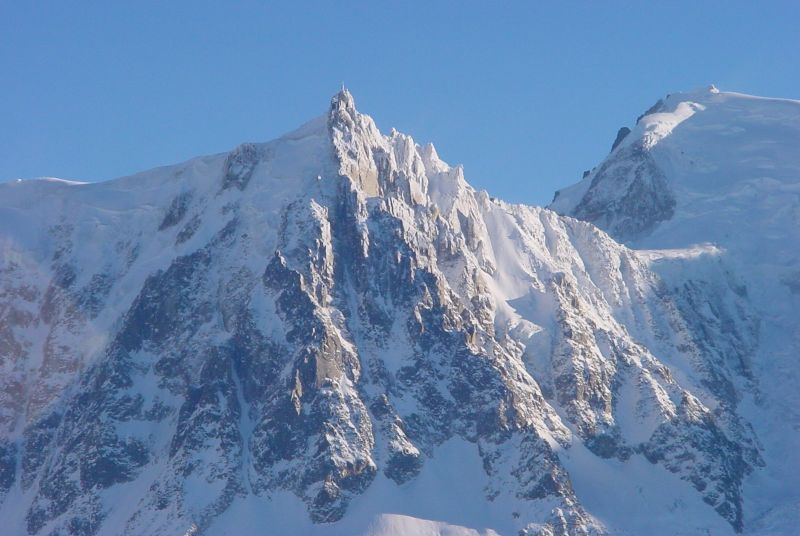
La cara nord a l'hivern
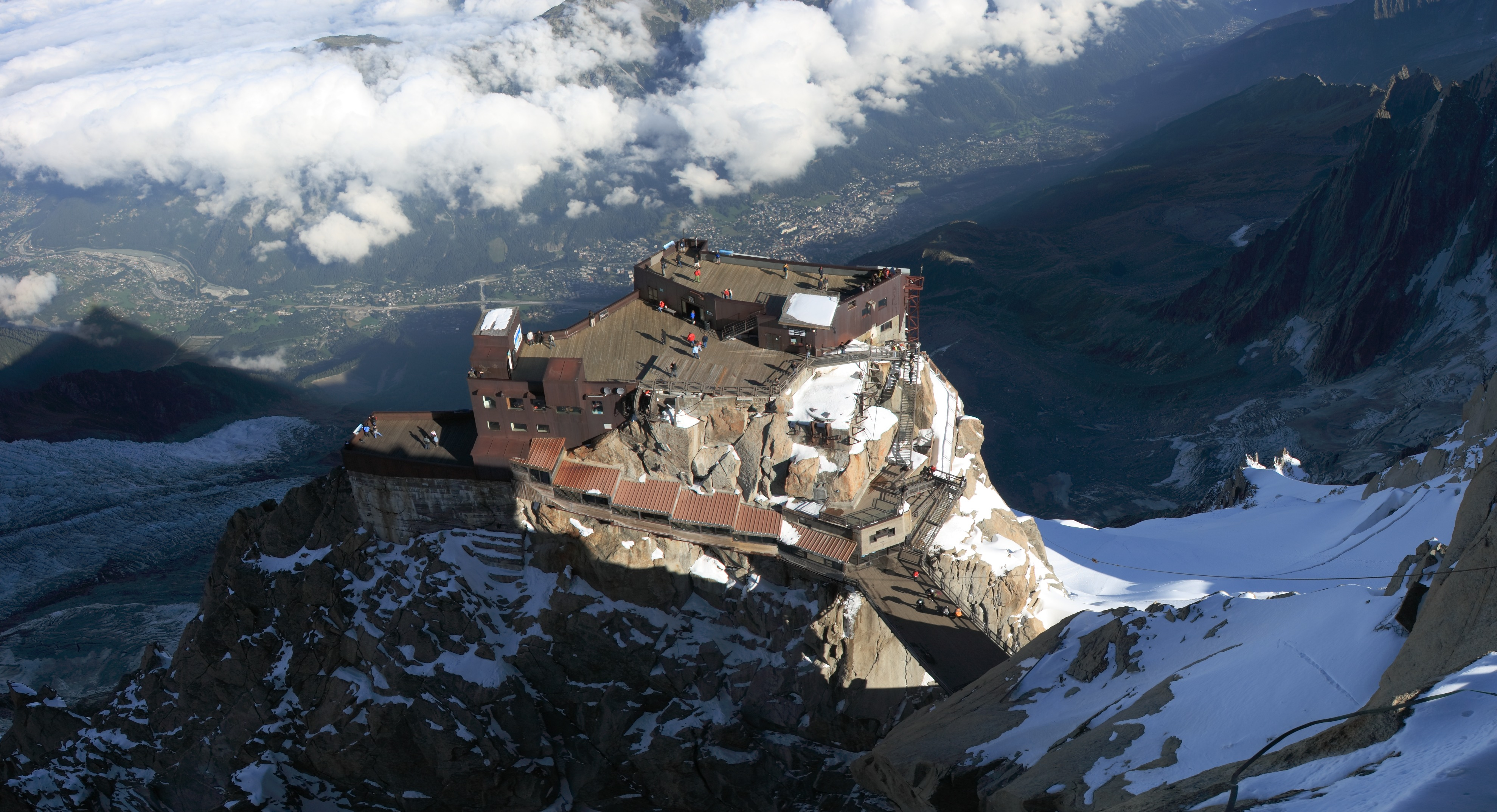
Les plataformes inferiors des del cim
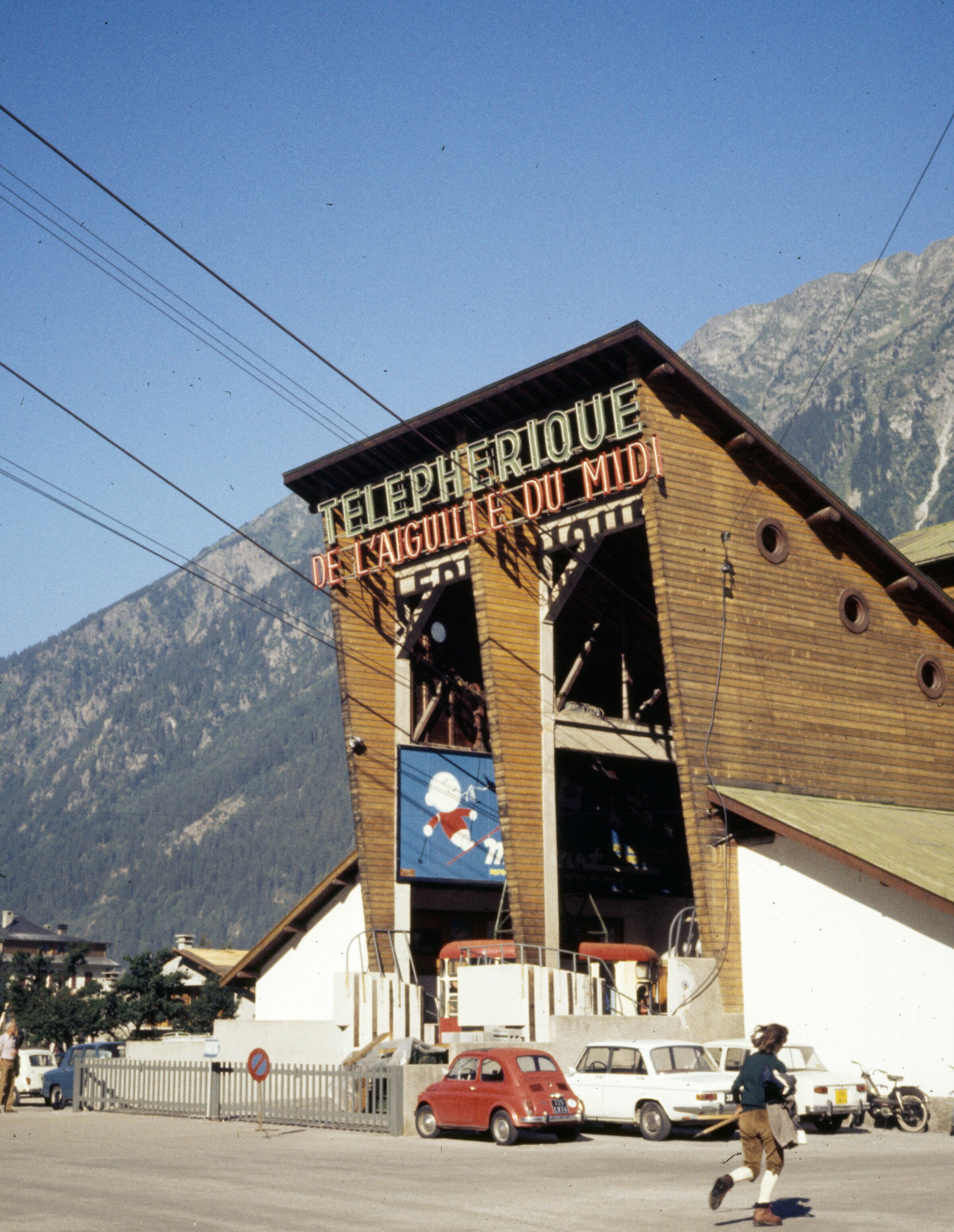
Antiga estació del telefèric a Chamonix (1972)
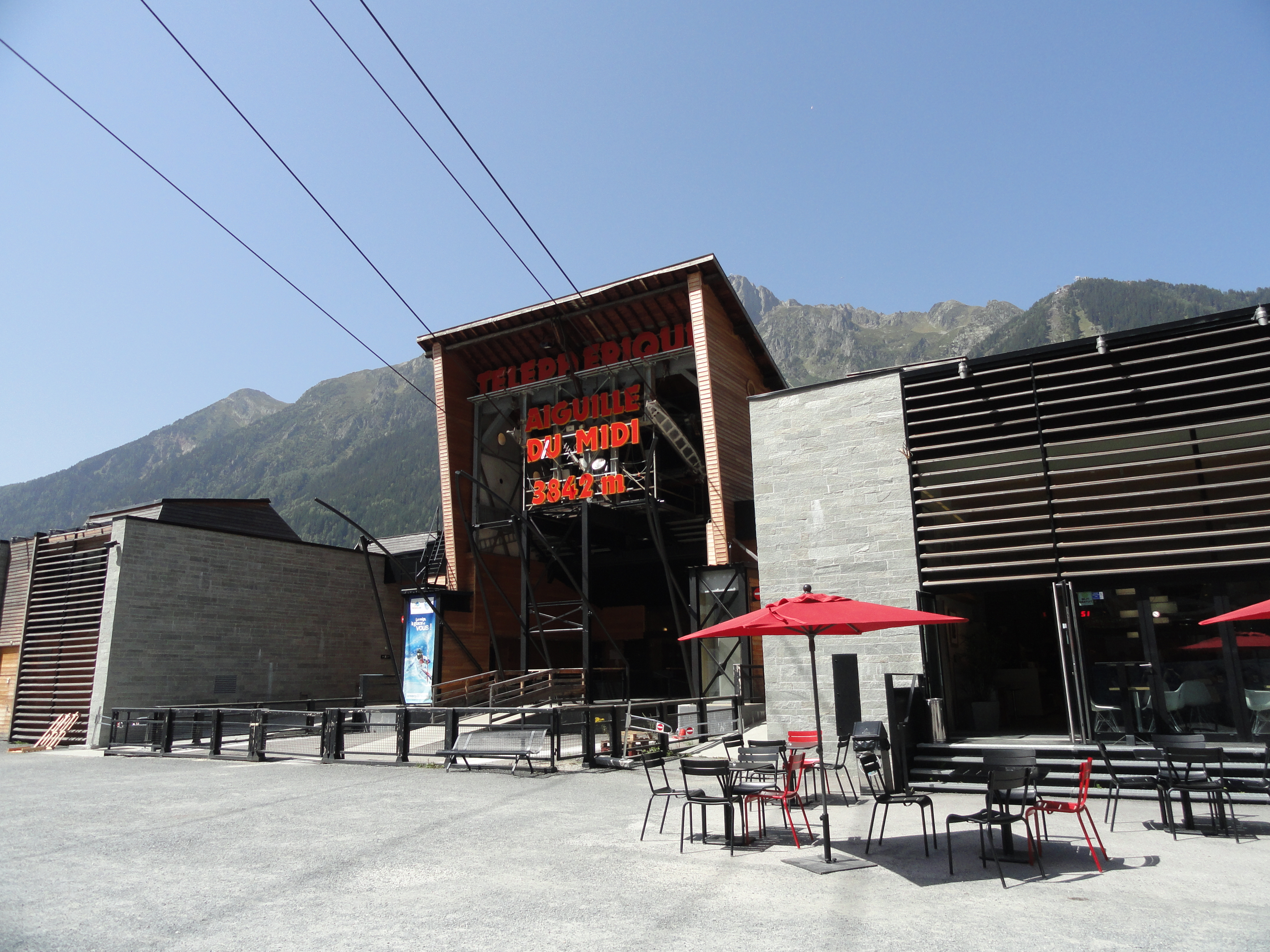
Estació del telefèric a Chamonix (2011)
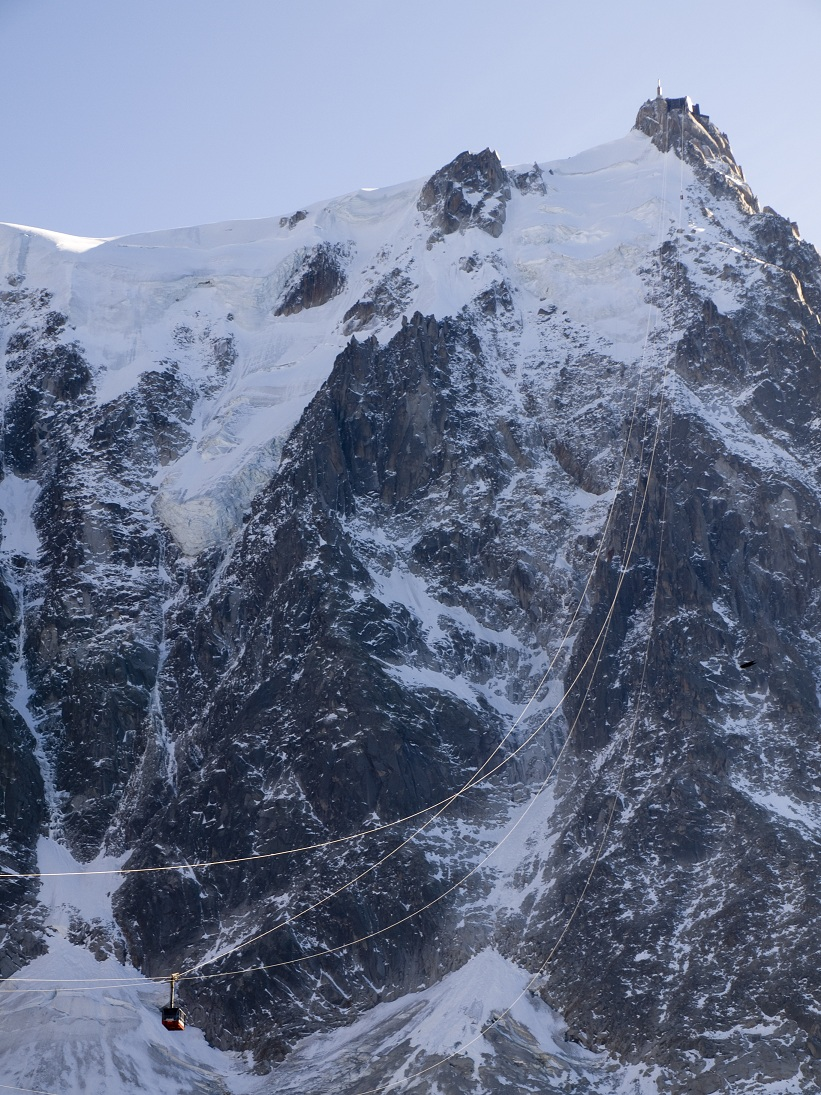
Telefèric cap a l'Aiguille du Midi
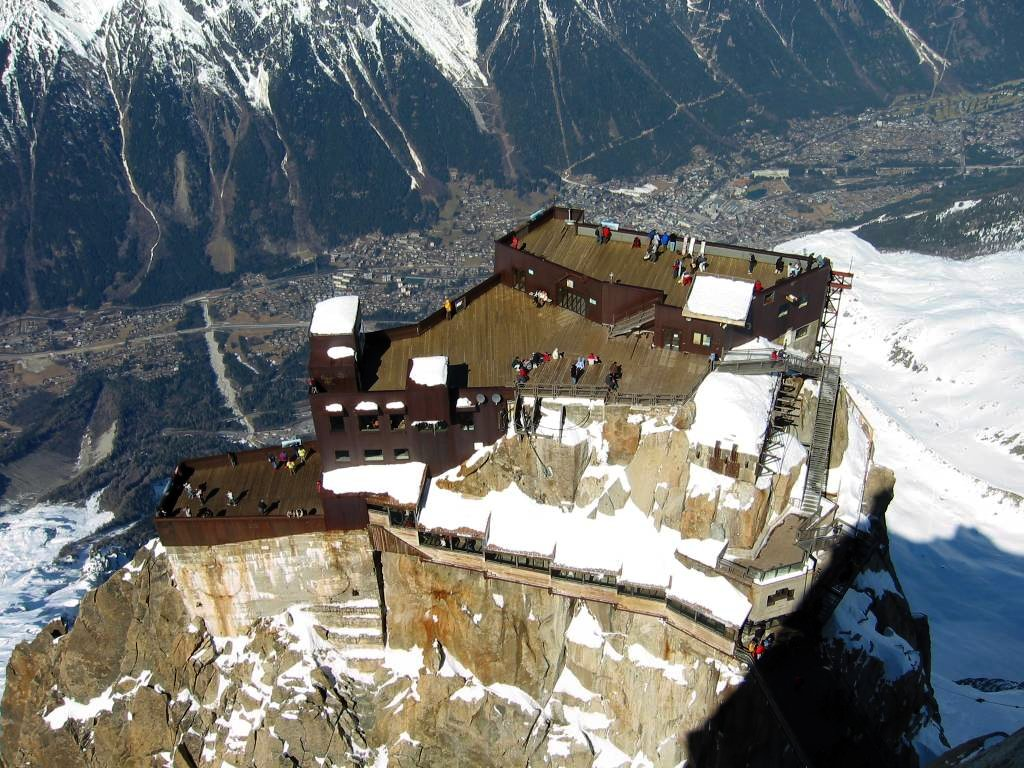
Terrasses inferiors de l'Aiguille du Midi amb Chamonix al fons